# Cassipourea vilhenae
Cassipourea vilhenae är en tvåhjärtbladig växtart som beskrevs av Alberto Judice Leote Cavaco. Cassipourea vilhenae ingår i släktet Cassipourea, och familjen Rhizophoraceae. Inga underarter finns listade i Catalogue of Life.